# Norton Center
Norton Center – jednostka osadnicza w Stanach Zjednoczonych, w stanie Massachusetts, w hrabstwie Bristol.